# Premis Ondas 2011
Els Premis Ondas 2011 van ser la cinquanta-vuitena edició dels Premis Ondas, atorgats el 8 de novembre de 2011. En aquesta edició es van premiar 21 programes.
La gala de lliurament de premis va tenir lloc el 30 de novembre de 2011 al Gran Teatre del Liceu de Barcelona. Aquesta gala va ser presentada per Gemma Nierga i Michael Robinson i amenitzada per Paco León, Goyo Jiménez i José Corbacho. Va comptar amb les actuacions de Tony Bennett i Malú.
Prèviament a la gala, al migdia, l'alcalde de Barcelona, Xavier Trias i el president del Grup Prisa, Ignacio Polanco, van realitzar el tradicional esmorzar amb tots els premiats al Palauet Albéniz.

## Premis de Ràdio
- Millor Programa: El gallo máximo. Máxima FM.
- Programa més innovador: Radio La Pepa, 18.12 de la banda d'ona curta
- Millor Tractament informatiu: Ràdio esportiva del cap de setmana
- Trajectòria professional: Juan Ramón Lucas, de RNE i Jordi Basté, de RAC 1.
- Premi internacional: Argentina de Societatea Română de Radiodifuziune
- Menció especial del jurat: Lives in a Landscape: between brothers de BBC Radio 4

### Premis publicitat a ràdio
- Millor cunya de radio: Interrupciones de Documentales de La 2. (Agencia: Zapping/M&C Saatchi)
- Millor campanya de ràdio: Equívocos. de Liberty Seguros. Agència: Remo S.L.
- Millor equip creatiu de publicitat en ràdio: Shackleton

## Premis de televisió
- Millor programa d'entreteniment: Atrapa un millón. Antena 3
- Millor programa d'actualitat o cobertura especial: Serveis Informatius de TVE
- Premi a la innovació o a la qualitat televisiva: Frank de la Jungla. Cuatro
- Millor presentador: Jordi Évole, Salvados
- Millor presentadora: Ana Rosa Quintana, El programa de Ana Rosa
- Millor sèrie espanyola: Crematorio, Canal +
- Millor mini-sèrie 11-M. Telecinco
- Millor sèrie estrangera: House, MD
- Millor intèrpret masculí en ficció nacional: Emilio Gutiérrez Caba per Gran Reserva. TVE
- Millor intèrpret femení en ficció nacional: Blanca Suárez prr El barco. Antena 3
- Millor programa emès per emissores o cadenes no nacionals: El convidat. TV3
- Premi internacional: Comprar, tirar, comprar, de TVE Internacional.
- Menció especial del jurat: Temps prèsent - Dignitas: Mort Prescrite. Radio télévision suisse.

### Premis Ondas iberoamericans de ràdio i televisió
- Radio Programas de Perú.

## Premis de Música
- Tony Bennett